# Литературная премия Мастра
Литературная премия Мастра (малайск.  Anugerah Sastera Mastera ) - региональная премия, присуждаемая с 1999 года за лучшие прозаические и поэтические произведения, а также литературоведческие работы на малайском языке литераторов стран Юго-Восточной Азии. Учредитель премии Совет по литературе стран Юго-Восточной Азии (малайск.  Majlis Sastera Asia Tenggara ), сокращённо Мастра (малайск.  Mastera). Совет создан в 1995 году. Страны-учредители: Бруней, Индонезия, Малайзия. В 2012 году к ним присоединился Сингапур, который до этого имел статус наблюдателя, а в 2014 г. Таиланд. В работе Совета периодически принимают участие представители Вьетнама, и Филиппин, где имеются  меньшинства, говорящие на малайском языке .  Премии присуждаются раз в два года за произведения, опубликованные в течение двух предыдущих лет. Победители получают дипломы и премию в размере 10 тыс. малайзийских ринггитов .

## Некоторые победители литературной премии
| Год  | Номинация           | Победитель                  | Страна    |
| ---- | ------------------- | --------------------------- | --------- |
| 1999 | лучшее произведение | Бахаруддин Х.О.             | Бруней    |
| 1999 | лучшее произведение | Титис Басино                | Индонезия |
| 1999 | лучшее произведение | Сухайми Абдул Азиз          | Малайзия  |
| 2001 | лучшее произведение | Муслим Бурмат               | Бруней    |
| 2001 | лучшее произведение | Ади Руми                    | Бруней    |
| 2001 | лучшее произведение | Кунтовиджо                  | Индонезия |
| 2001 | лучшее произведение | Мухаммад Хаджи Саллех       | Малайзия  |
| 2003 | лучшее произведение | Зефри Ариф                  | Бруней    |
| 2003 | лучшее произведение | Абрар Носра                 | Индонезия |
| 2003 | лучшее произведение | Абдул Хади Виджи Мутхари    | Индонезия |
| 2003 | лучшее произведение | Анвар Ридван                | Малайзия  |
| 2005 | лучшее произведение | Аванг Яхья Ибрагим          | Бруней    |
| 2005 | лучшее произведение | Мустофа Басри               | Индонезия |
| 2005 | лучшее произведение | Джелани Харун               | Малайзия  |
| 2005 | лучшее произведение | Т. Плиас Таиб               | Малайзия  |
| 2007 | лучшее произведение | Муслим Бурмат               | Бруней    |
| 2007 | лучшее произведение | Раудал Танджунг             | Индонезия |
| 2007 | лучшее произведение | Маман С. Махаяна            | Индонезия |
| 2007 | лучшее произведение | Азизи Абдуллах              | Малайзия  |
| 2008 | молодой литератор   | Айю Утами                   | Индонезия |
| 2010 | лучшее произведение | Шахнон Ахмад                | Малайзия  |
| 2010 | молодой литератор   | Сеид Мохамед Закир          | Малайзия  |
| 2012 | лучшее произведение | Матуссин                    | Бруней    |
| 2012 | лучшее произведение | Агус Р. Сарджоно            | Индонезия |
| 2012 | лучшее произведение | Сеид Мохамед Закир          | Малайзия  |
| 2012 | лучшее произведение | Нория Таслим                | Малайзия  |
| 2013 | молодой литератор   | Хаджи Ромли бин Хаджи Хидуп | Бруней    |
| 2013 | молодой литератор   | Тиа Сетиади                 | Индонезия |
| 2013 | молодой литератор   | Ноор Хасна бинти Адам       | Сингапур  |
| 2013 | молодой литератор   | Рахимидин Захари            | Малайзия  |
| 2016 | лучшее произведение | Джохар Буанг                | Сингапур  |
| 2016 | лучшее произведение | Азхар Ибрагим Алви          | Сингапур  |
| 2016 | лучшее произведение | Раях Мохамад Али            | Бруней    |
| 2016 | лучшее произведение | Мохамад Салих Рахамад       | Малайзия  |
| 2016 | лучшее произведение | Джамал Т. Сурьяната         | Индонезия |
| 2016 | лучшее произведение | Джамал Д. Рахман            | Индонезия |
| 2016 | лучшее произведение | Малим Гозали ПК             | Малайзия  |
| 2018 | лучшее произведение | Кемала                      | Малайзия  |
| 2018 | лучшее произведение | Иса Камари                  | Сингапур  |
| 2018 | лучшее произведение | Гунаван Мохамад             | Индонезия |
| 2018 | лучшее произведение | Ади Руми                    | Бруней    |

## Премии за вклад в развитие литературы
Кроме премий за отдельные произведения, с 2003 года присуждаются также премии за вклад в развитие литературы наиболее видным литераторам региона. Лауреаты получают дипломы и премию в размере 30 тыс. малайзийских ринггитов. Обычно церемония вручений премий  приурочивается к заседанию Совета и проведению международного семинара по литературе стран Юго-Восточной Азии (малайск.  Seminar Antarabangsa Kesusasteraan Asia Tenggara - SAKAT).

## Лауреаты 2003 года
- Яхья М.С. (Бруней)
- Аип Росиди (Индонезия)
- Арена Вати (Малайзия)

## Лауреаты 2006 года
- Муслим Бурмат (Бруней)
- Сутарджи Калзум Бахри (Индонезия)
- Исмаил Хуссейн (Малайзия)

## Лауреаты 2008 года
- А. Хашим Хамид (Бруней)
- Рендра В. С. (Индонезия)
- Сити Хава (Малайзия)

## Лауреаты 2011 года
- Шукри Заин (Бруней)
- Буди Дарма (Индонезия)
- Шахнон Ахмад (Малайзия)

## Лауреаты 2014 года
- Юра Халим (Бруней)
- Сапарди Джоко Дамоно (Индонезия)
- Мухаммад Хаджи Саллех (Малайзия)
- Суратман Маркасан (Сингапур)

## Галерея

Лауреат 2001 и 2014 гг поэт и литературный критик Мухаммад Хаджи Саллех (Малайзия)
Лауреат 2001, 2006, 2007 гг. писатель Муслим Бурмат (Бруней)
Лауреат 2003 года поэт Аип Росиди (Индонезия)
Лауреат 2003 года писатель Анвар Ридван (Малайзия)
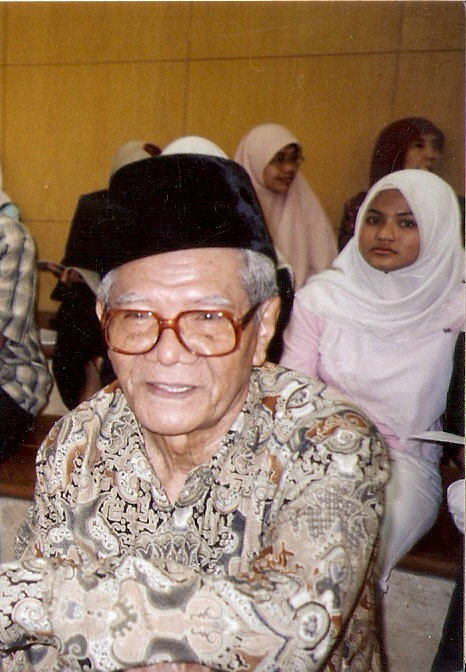
Лауреат 2003 года писатель Арена Вати (Малайзия)
Лауреат 2003 года поэт Абдул Хади Виджи Мутхари (Индонезия)
Лауреат 2003 года поэт и драматург Мохд. Зефри Ариф (Бруней)
Лауреат 2006 года поэт Сутарджи Калзум Бахри (Индонезия)
Лауреат 2006 года литературный критик Исмаил Хуссейн (Малайзия)
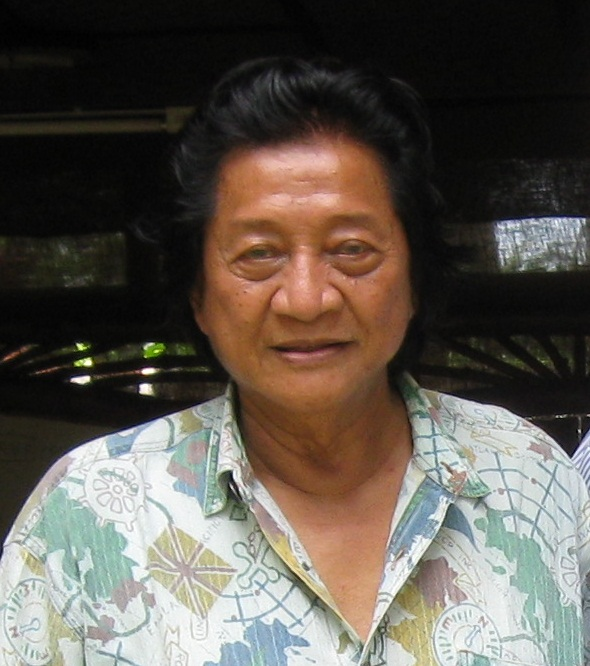
Лауреат 2008 года поэт, драматург, театральный деятель Рендра В. С. (Индонезия)
Лауреат 2008 года поэтесса Cити Хава (Малайзия)
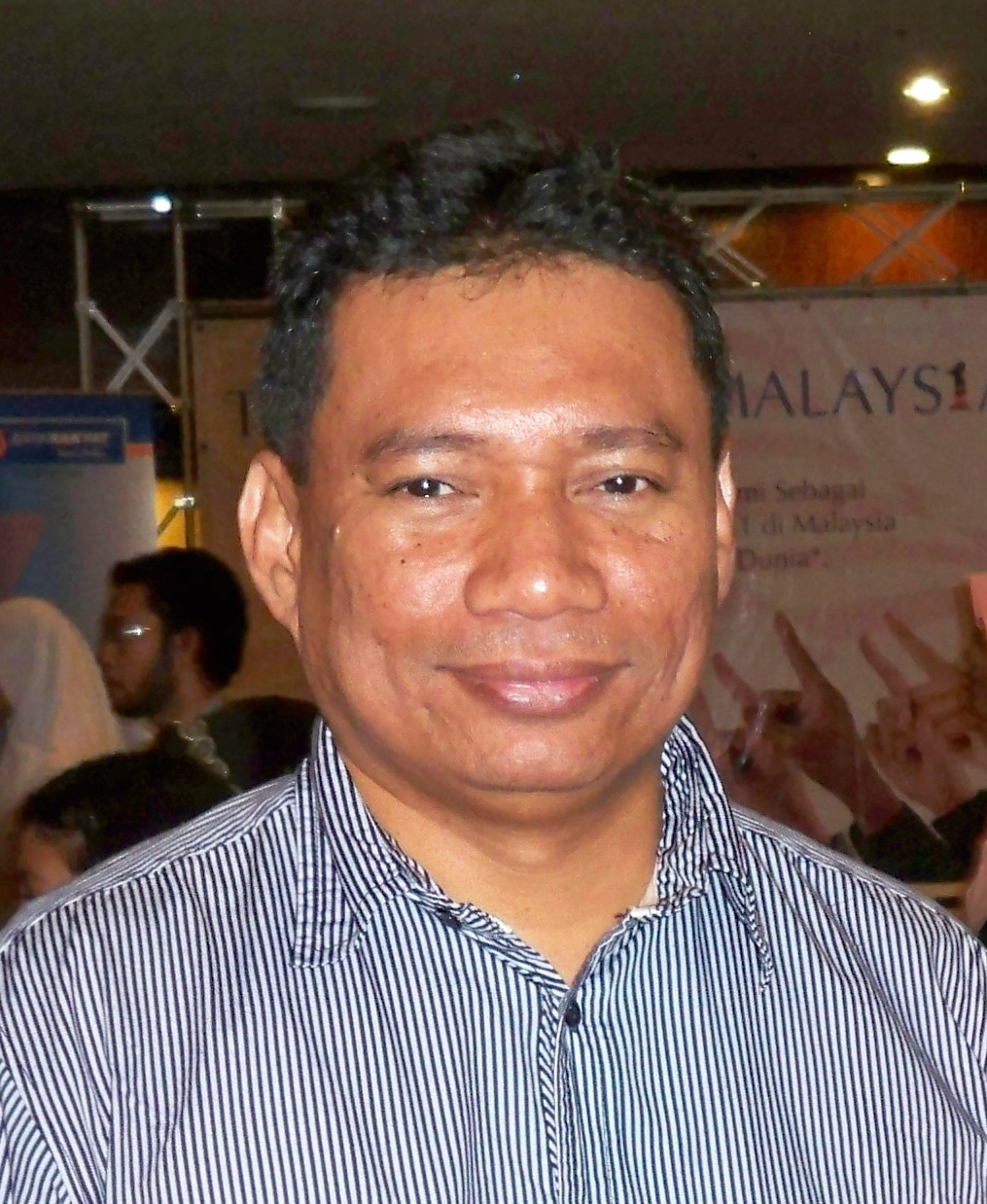
Лауреат 2010 и 2012 гг. писатель Сеид Мохамед Закир (Малайзия)
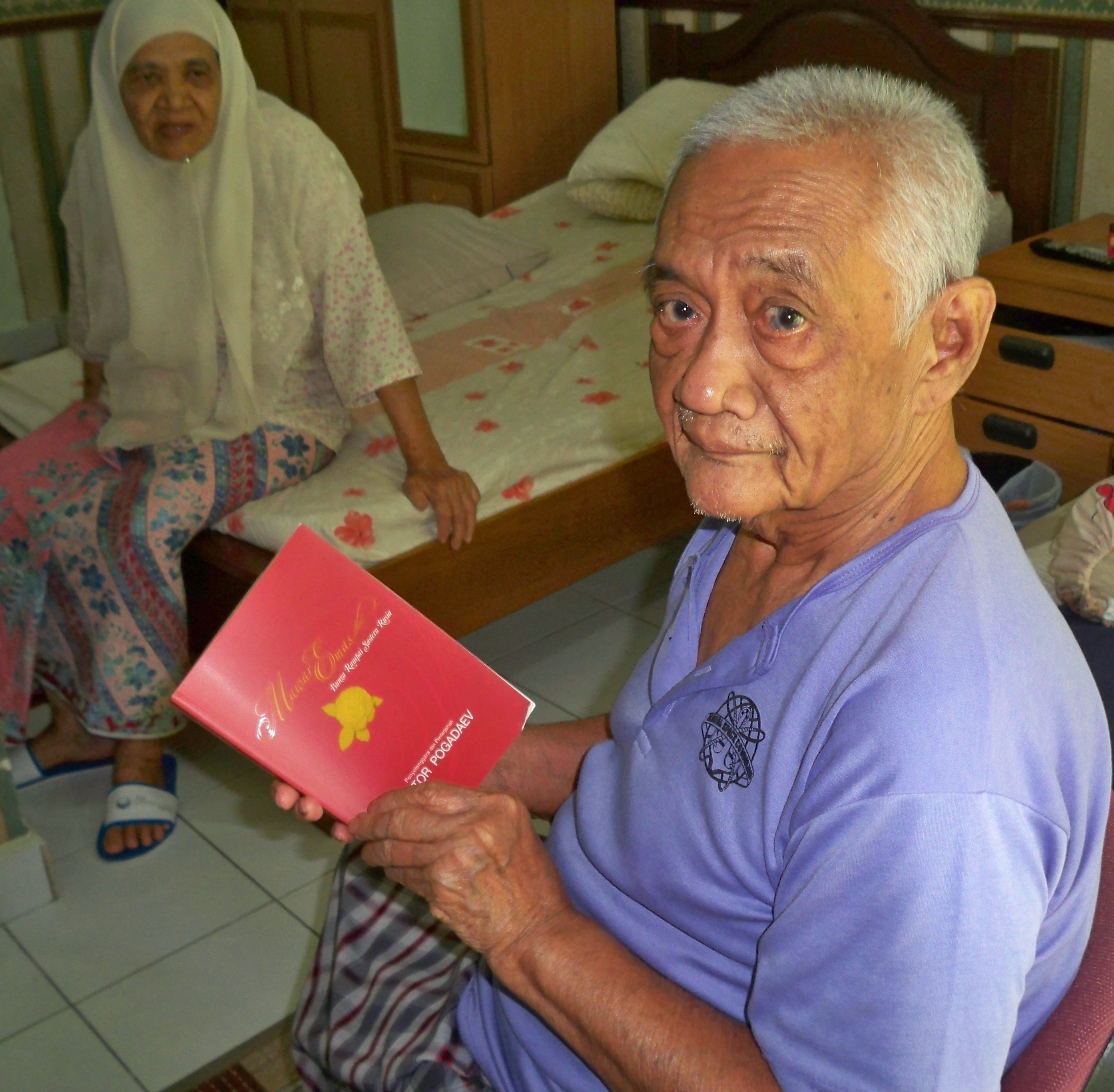
Лауреат 2010 и 2011 гг. писатель Шахнон Ахмад (Малайзия)
Лауреат 2011 года писатель Буди Дарма (Индонезия)
Лауреат 2012 года писатель Матуссин (Бруней)
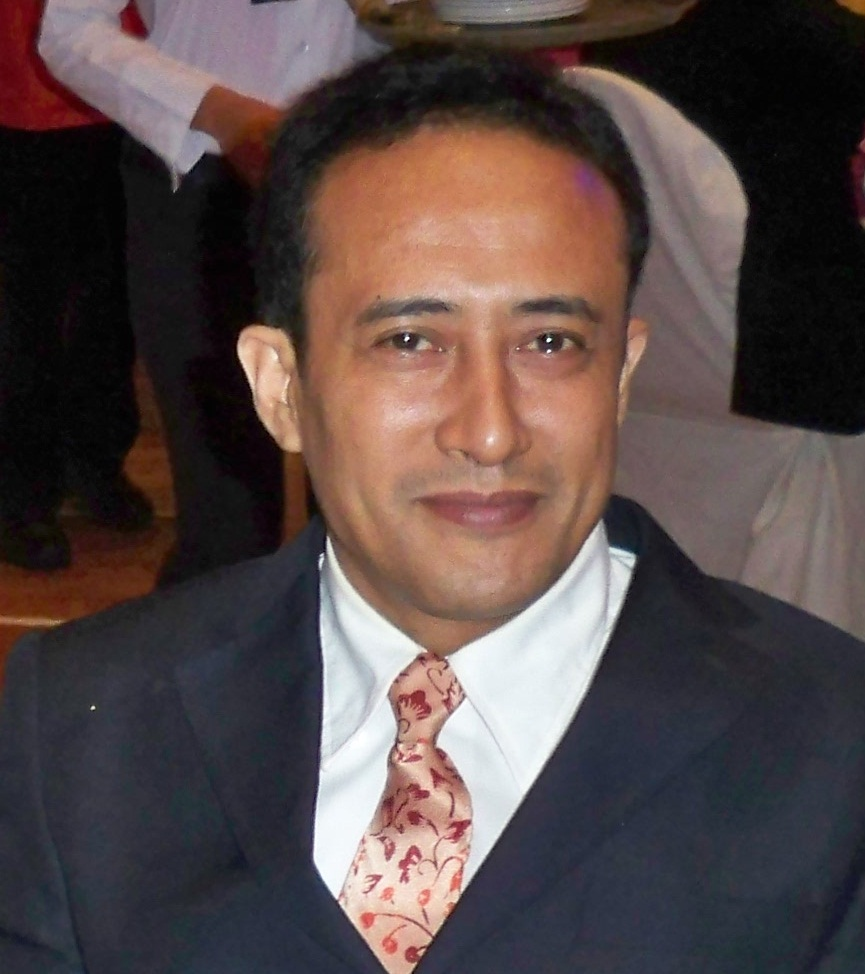
Лауреат 2012 года поэт Агус Сарджоно (Индонезия)
Лауреат 2012 года литературный критик Нория Таслим (Малайзия)
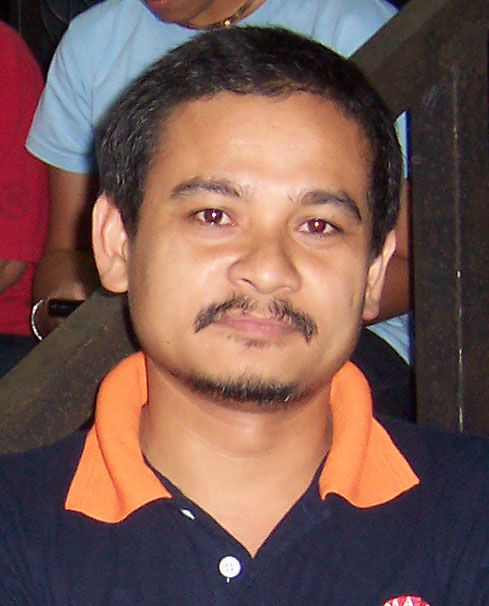
Лауреат 2013 года поэт Рахимидин Захари (Малайзия)
Лауреат 2014 года Суратман Маркасан (Сингапур)
Лауреат 2014 года поэт Сапарди Джоко Дамоно (Индонезия)
Лауреат 2016 года литературный критик Азхар Ибрагим Алви (Сингапур)
Лауреат 2016 года писатель Малим Гозали ПК (Малайзия)
Лауреат 2016 года литературный критик Мохамад Салих Рахамад (Малайзия)
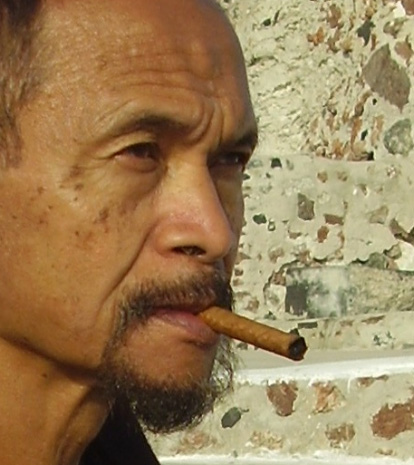
Лауреат 2018 года писатель Гунаван Мохамад (Индонезия)
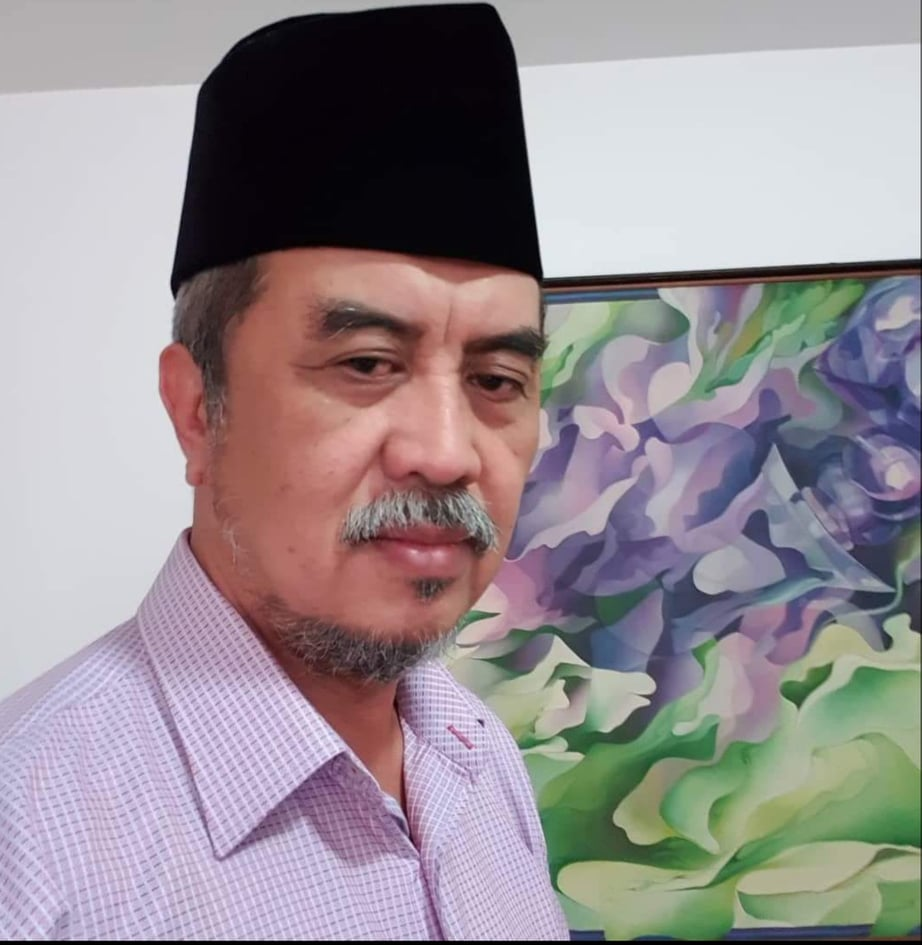
Лауреат 2018 года писатель Иса Камари (Сингапур)
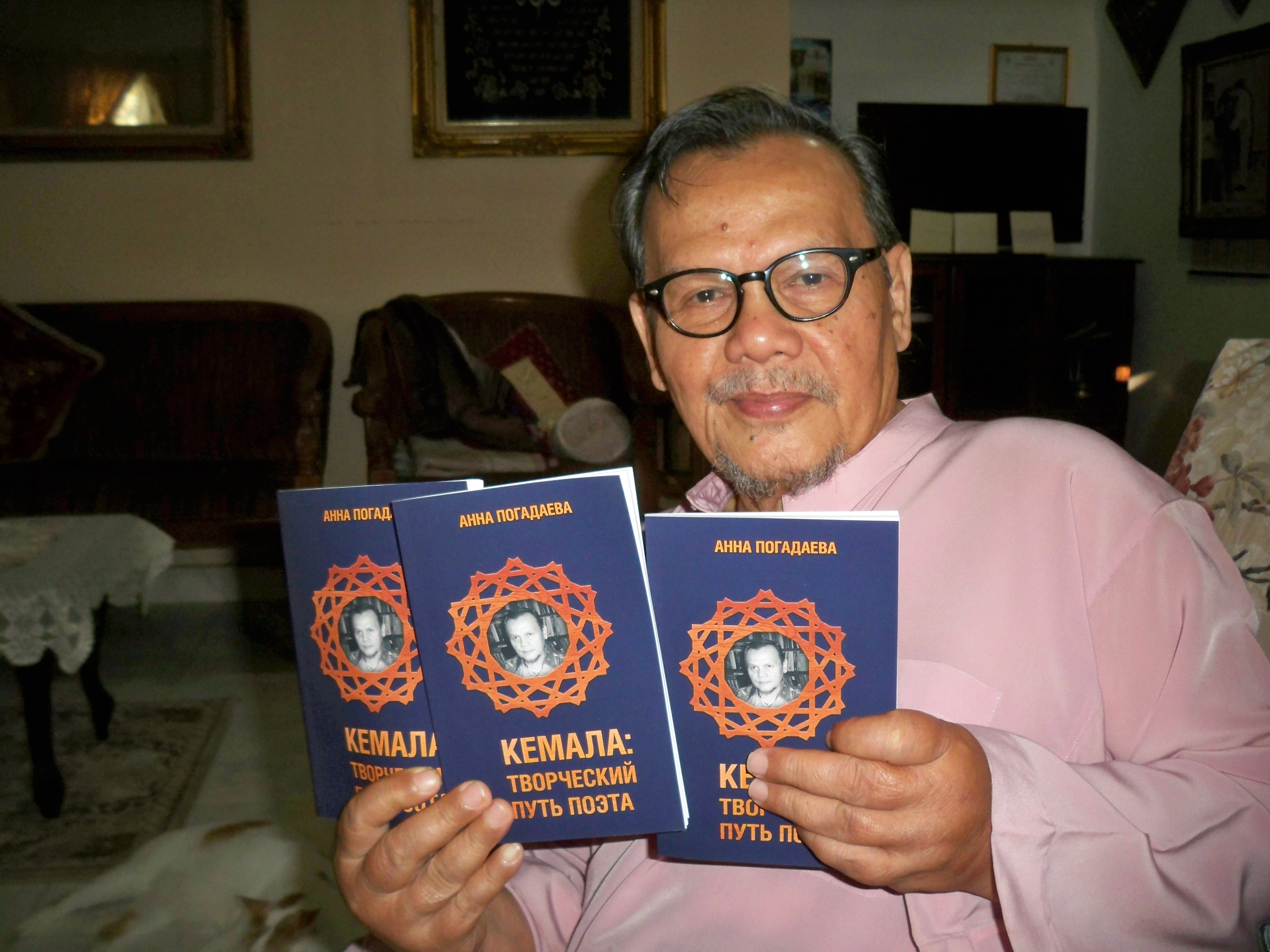
Лауреат 2018 года поэт Кемала (Малайзия)